# 안드로메다자리 입실론 e
안드로메다자리 입실론 e는 안드로메다자리 입실론 주위를 공전하고 있는 가장 바깥쪽의 외계 행성이다. 이 행성은 지금까지 알려진 어떤 외계 행성보다 목성과 비슷하다.

## 발견
안드로메다자리 입실론 e는 2010년 11월 22일에 발견되었다. 그러나 발견 일지는 12월 2일까지 공개되지 않았다. 입실론 e는 2010년에 발견된 4번째 외계 행성이다.
천문학자들은 처음에는 행성계가 불안정하여 이 행성이 존재하지 않을 것이라고 생각했다. 그러나 2007년, 4번째 행성이 존재할 것으로 추정되는 안정성 있는 구역이 보고되었다.
이 행성의 발견으로, 다른 행성과 강한 상호 작용을 갖는 것으로 확인되었다. 또, 안드로메다자리 입실론 d와 3:1의 공명을 갖는 것도 확인되었다.

## 특성
안드로메다자리 입실론 e는 질량이 목성과 비슷하고 모성과의 거리도 비슷하기 때문에 목성과 "쌍둥이"로 불린다. 현재까지는 궤도 경사가 알려져 있지 않아 최소 질량만 알려져 있지만, 실 질량은 이 보다 더 클 것으로 추정된다. 궤도 이심율은 0.00536으로, 태양계의 다른 어떤 행성보다도 원 궤도에 가깝다.